# Gymnastique rythmique aux Jeux méditerranéens de 2009
Concours général individuel de gymnastique rythmique aux Jeux méditerranéens 2009 de Pescara, Italie.

## Podiums
| Rang                                    | Finale                   |
| --------------------------------------- | ------------------------ |
| Médaille d'or, Jeux méditerranéens      | Julieta Cantaluppi (ITA) |
| Médaille d'argent, Jeux méditerranéens  | Delphine Ledoux (FRA)    |
| Médaille de bronze, Jeux méditerranéens | Carolina Rodriguez (ESP) |